# Programma Saljut

Logo del programma Saljut

Il Programma Saljut o Salyut (in russo Салют?, sa'lʏt; "salve, saluto") è stato un programma spaziale dell'Unione Sovietica teso allo sviluppo di stazioni spaziali per consentire lunghe permanenze nello spazio.

## Descrizione
Dopo che gli Stati Uniti d'America erano riusciti ad allunare prima dell'Unione Sovietica, i programmi spaziali delle due superpotenze si svilupparono in direzioni diverse. Mentre gli americani spingevano con insistenza verso un programma per trasporti spaziali a basso costo (almeno nelle intenzioni) mediante l'orbiter Space Shuttle riutilizzabile, l'Unione Sovietica iniziò con la progettazione di stazioni spaziali per la continua presenza umana nello spazio.
Durante la fase di progettazione vennero sviluppate due serie di stazioni spaziali differenti, una di carattere civile (Saljut o DOS) ed una di carattere meramente militare (Almaz), quale contrappeso alla stazione spaziale del programma MOL (Manned Orbiting Laboratory) dell'US Air Force. Le stazioni spaziali lanciate nello spazio con successo di entrambi i tipi di costruzione vennero unitariamente denominate stazioni Saljut.
Le stazioni spaziali della serie Saljut contribuirono in maniera decisiva allo sviluppo della tecnologia necessaria per una permanenza prolungata nello spazio. Le due ultime stazioni spaziali Saljut (la 6 e la 7)  erano composte da tre sezioni a forma cilindrica. La sezione di prua aveva un diametro di circa 2 metri ed era dotata di un congegno d'aggancio fisso. La sezione media (con un diametro di circa 3 metri) e la sezione di poppa (con un diametro di 4,15 metri per una lunghezza di 4 metri) era a disposizione dei cosmonauti per il loro soggiorno nello spazio, nonché ed in particolar modo per l'esecuzione degli esperimenti scientifici, essendo dotata dell'apposita strumentazione tecnica. Agganciato alla sezione di poppa vi fu il congegno propulsore per l'esecuzione delle manovre orbitali e di cambio di traiettoria d'orbita, nonché un ulteriore sistema d'aggancio per navicelle spaziali. Inoltre, attaccate alla sezione media, vi furono tre pannelli solari di media grandezza. Le stazioni spaziali erano pertanto lunghe 15 metri e la loro massa corrispondeva a circa 20 tonnellate. Per il loro lancio vennero usati dei razzi vettori del tipo Proton.

## Stazioni

### Saljut 1 (DOS 1)
La Saljut 1, lanciata il 19 aprile 1971, fu la prima stazione spaziale in assoluto. La Sojuz 10 tentò l'aggancio con la stazione, ma la procedura fallì e per questo l'equipaggio non poté salire a bordo. Gli unici cosmonauti che effettivamente visitarono la stazione e vi rimasero a bordo, furono quelli che formavano l'equipaggio della Sojuz 11, tragicamente scomparso durante il rientro in atmosfera a causa di una valvola di scarico rimasta aperta. Il blocco dei voli successivo a questo incidente impedì di inviare altri equipaggi sulla stazione.
In totale la Saljut 1 venne usata per 123 giorni, prima che la sua orbita decadesse fino al rientro in atmosfera, avvenuto l'11 ottobre 1971.
La Saljut 1 aveva una lunghezza totale di circa 13 m, con una massa pari a 18,9 t. La stessa era sostanzialmente composta da una stazione Almaz vuota, più componenti della navicella Sojuz tra cui il modulo di servizio completo montato in poppa della stazione stessa, nonché da strumentazione ed equipaggiamento per l'esecuzione di esperimenti di carattere scientifico.

### Saljut 2 (DOS 2/ALMAZ 1)
L'originale stazione spaziale Saljut 2 (DOS 2), programmata per utilizzi civili, precipitò nell'Oceano Pacifico poco dopo il lancio, avvenuto il 29 luglio 1972, per un malfunzionamento al secondo stadio del missile Proton.
Per questo il 3 aprile 1973 venne lanciata un'altra stazione spaziale con la denominazione di Saljut 2. Tuttavia si trattava della stazione di carattere militare Almaz 1 alla quale era stata data la denominazione Saljut per mascherarne la reale natura.
Il 15 aprile si registrò un'improvvisa perdita di pressione a bordo della stazione spaziale, probabilmente causata dalle schegge dell'esplosione di uno stadio di un missile Proton abbandonato nei pressi. Successivamente gli strumenti e l'equipaggiamento di bordo smisero di funzionare e l'orbita della Saljut 2 decadde rapidamente fino al rientro in atmosfera avvenuto il 29 aprile 1973. Nessun equipaggio salì mai a bordo di questa stazione.

### Cosmos 557 (DOS 3)
La terza stazione spaziale di carattere civile venne lanciata l'11 maggio 1973, tre giorni prima del lancio dello stazione statunitense Skylab. A causa di un errore di guida, raggiunta la traiettoria d'orbita non fu possibile stabilizzarla e il 22 maggio, dopo soli 11 giorni dal lancio, la DOS 3 rientrò nell'atmosfera disintegrandosi. Per questo motivo venne ufficialmente denominata semplicemente con una numerazione della serie Cosmos.

### Saljut 3 (ALMAZ 2)
Il lancio della Saljut 3 avvenne il 24 giugno 1974. Per 16 giorni, la stazione spaziale fu abitata dai cosmonauti della missione Sojuz 14. Il volo della Sojuz 15 invece, che era pure programmato verso questa stazione spaziale, dovette essere interrotto anticipatamente a causa di diversi problemi. Uno dei test eseguiti dall'equipaggio della missione Sojuz 14 consisteva nel distruggere dei satelliti di prova per mezzo di un cannone Nudelmann NR-30 da 30 mm (altre fonti parlano di un Nudelmann da 23 mm); In un range da 500 m a 3000 m i cosmonauti riportarono esiti positivi. Il 24 gennaio 1975, dopo un lento decadimento dell'orbita, la Saljut 3 rientrò in atmosfera.

### Saljut 4 (DOS 4)

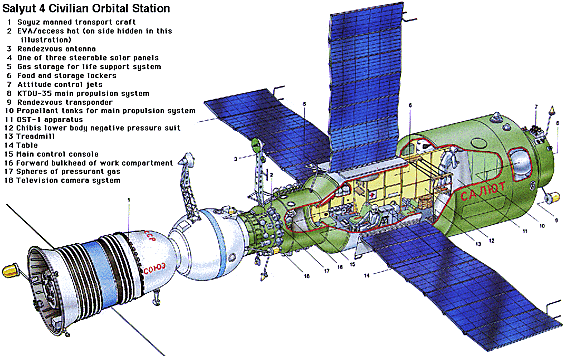
Schema della Saljut 4 con una capsula Sojuz agganciata

La Saljut 4 venne lanciata il 26 dicembre 1974.
Fino al suo rientro in atmosfera, il 2 febbraio 1977, venne sfruttata dagli equipaggi della Sojuz 17 e Sojuz 18 per un totale di 93 giorni.
Fra l'altro vennero svolti i primi tentativi di ricerca di posizionamenti mediante strumenti laser.

### Saljut 5 (ALMAZ 3)
Saljut 5 venne lanciata il 22 giugno 1976 e rimase in orbita fino all'8 agosto 1977. Gli equipaggi della Sojuz 21 e Sojuz 24 rimasero a bordo della stazione per un totale di 67 giorni. Un ulteriore missione destinata verso questa stazione, la Sojuz 23, invece non raggiunse la meta.
Il programma Almaz venne interrotto nel 1978 e nel 1980 ufficialmente dichiarato concluso.

### Saljut 6 (DOS 5)
La Saljut 6 venne lanciata il 29 settembre 1977. Si trattò della prima stazione spaziale che poteva essere rifornita di carburante, questo grazie al secondo portello di aggancio per la navicella automatica di rifornimento Progress.
Grazie a questa caratteristica poté essere usata molto più a lungo rispetto alle precedenti stazioni spaziali. Infatti rimase nello spazio per quasi 5 anni, cioè fino al 29 luglio 1982 quando rientrò in atmosfera. In totale ben 16 equipaggi hanno visitato la Saljut 6. Con questa stazione iniziò il programma Intercosmos, un programma di collaborazione eseguito dall'Agenzia Spaziale Sovietica per consentire a piloti di nazioni amiche di volare nello spazio su navicelle spaziali sovietiche. Tra questi ricordiamo il primo uomo nello spazio di nazionalità diversa da quella sovietica e statunitense (ed oggi considerato il primo astronauta UE), il cecoslovacco Vladimír Remek che con l’equipaggio della Sojuz 28 trascorse nello spazio 7 gg 22 h 17 min (2 marzo - 10 marzo 1978); il cosmonauta della Germania Est Sigmund Jähn, primo tedesco nello spazio, lanciato il 26 agosto 1978 e Phạm Tuân primo cosmonauta originario del Vietnam, lanciato il 23 luglio 1980 a bordo della Sojuz 37.
La stazione spaziale fu abitata per un totale di 685 giorni.

### Saljut 7 (DOS 6)
La Saljut 7 venne lanciata il 19 aprile 1982.
Negli anni dal 1982 al 1986 prestarono servizio a bordo di questa stazione spaziale ben 10 equipaggi diversi. La permanenza a bordo più lunga di un equipaggio fu di 237 giorni.
Dopo il lancio del primo modulo per la nuova stazione spaziale Mir, avvenuto il 19 febbraio 1986, non vennero più effettuati lanci di cosmonauti verso la Saljut 7.
Questa fu l'ultima stazione spaziale del tipo Saljut e rientrò in atmosfera il 5 febbraio 1991 dopo un lento decadimento dell'orbita.